# Oancea (okręg Braiła)
Oancea – wieś w Rumunii, w okręgu Braiła, w gminie Romanu. W 2011 roku liczyła 425 mieszkańców.